# Ynes Mexia
Ynes Enriquetta Julietta Mexia (24 de mayo de 1870 – 12 de julio de 1938) fue una botánica mexicana-estadounidense conocida por su colección de nuevos especímenes de plantas de regiones de México, y de América del Sur. Realizó la identificación y clasificación de un nuevo género de la familia Compositae y fue la más consumada investigadora recolectora de especímenes de su tiempo, viajando e identificando más especies que cualquier otro.

## Vida y educación
Ynes Mexia era originaria de Georgetown, área de Washington D. C. y nació el 24 de mayo de 1870, hija del diplomático mexicano, Enrique Antonio Mexia, que se separó de su madre, Sarah Wilmer, en 1873.
Pasó gran parte de su infancia en el condado de Limestone, Texas. Asistió a escuelas privadas en Filadelfia y en Ontario, California; y en el Colegio de San José, en Maryland. Su educación media comenzó, a la edad de 15 años, en Saint Joseph's Academy, de Emmitsburg (Maryland); después de haber terminado allí, se trasladó a México D. F., donde vivió en la hacienda familiar por una década; y se hizo cargo de su padre, que falleció en 1896. Se casó con Herman de Laue, un empresario comercial español-germano, en 1897; pero el matrimonio fue breve, pues terminó al fallecer en 1904. Su segundo matrimonio fue con D. Augustin Reygados, 16 años más joven que ella, pero también fue de corta duración. Él manejaba muy mal su negocio avícola, mientras recibía tratamiento médico en San Francisco, que la llevó a divorciarse de él en 1908. Cuando ese matrimonio fracasado con Reygados terminó, comenzó una carrera como trabajadora social en el área de San Francisco.
En 1921, se matriculó en la Universidad de California en Berkeley, motivada por sus viajes con el Sierra Club, donde se desarrollaban clases de botánica que despertaron su interés en el campo. Nunca recibió un grado académico. Falleció en Berkeley, el 12 de julio de 1938 de cáncer de pulmón, después de caer enferma en uno de sus viajes de recolección a México.

## Carrera y legado
En 1925, Mexia comenzó su carrera, a la edad de 55 años, con un viaje al occidente de México bajo el tutelaje de Roxanna Ferris, una botánica a la sazón asistente curador del Herbario de la Stanford University. Mexia se accidentó, cayendo por una ladera y se lesionó, deteniendo el viaje, que estaba produciendo 500 especímenes, incluyendo varias especies nuevas. La primera especie que lleva en honor su nombre, Mimosa mexiae, fue descubierta en esa excursión taxonómica. Durante los siguientes doce años, viajó a Bolivia, Argentina, Chile, Mount McKinley (en 1928), Brasil (en 1929), Ecuador (en 1934), Perú, el estrecho de Magallanes (en 1935), y el sudoeste de México (en 1937) con siete diferentes viajes de recolección, descubriendo un nuevo género, Mexianthus, y muchas nuevas especies entre sus muestras con en total de 150.000 especímenes, entre líquenes, y fanerógamas. Durante el viaje al oeste de México, recolectó unos 33.000 especímenes, incluyendo 50 nuevas especies. En Ecuador, Mexia trabajó con la Oficina de Industrias y Exploración vegetal, parte del Ministerio de Agricultura. Allí, ella buscó la palma de cera, la quina, y hierbas que se enlazaban al suelo. Mexia una vez que viajó por el río Amazonas hasta sus fuentes en la cordillera de los Andes, con una guía y otros tres exploradores en una canoa. Así también pasó tres meses viviendo con los Araguarunas, un grupo indígena en el Amazonas. Todas esas excursiones fueron financiadas con la venta de sus ejemplares de especímenes, a coleccionistas e instituciones por igual. Mexianthus, nombrada por Mexia, es un género de las compuestas. Las muestras de especímenes de esos viajes, se mantienen almacenadas en el Herbario Gray de la Harvard University y en el Museo Field de Historia Natural de Chicago. Mexia es recordada por sus colegas por su experiencia y conocimiento en el mundo de las expediciones botánicas, así como su capacidad de resistencia en las condiciones más duras, así como su impulsividad y personalidad rebelde, pero generoso. Y se alababa su meticuloso, cuidadoso trabajo y sus habilidades como recolectora.

## Algunas publicaciones

### Libros
- Botanical Trails in Old Mexico (1929)

- Brazilian ferns collected by Ynes Mexia. Con Edwin Bingham Copeland. Editor University Press (1932)

- Three Thousand Miles up the Amazon (1933)

- Mrs. Ynes Mexiás Route in Ecuador, 1934-1935 (1936)

- Camping on the Equator (1937)

## Honores

### Eponimia
Especies
- (Actinidiaceae) Saurauia mexiae Killip ex Soejarto[12]

- (Adiantaceae) Adiantum mexiae Copel.[13]

- (Annonaceae) Guatteria mexiae R.E.Fr.[14]

- (Anthericaceae) Echeandia mexiae Cruden[15]

- (Apiaceae) Eryngium mexiae Constance[16]

- (Apocynaceae) Malouetia mexiae Woodson[17]

- (Aristolochiaceae) Aristolochia mexiae Standl.[18]

- (Aspleniaceae) Asplenium mexiae Copel.[19]

- (Asteraceae) Acourtia mexiae L.Cabrera[20]

- (Blechnaceae) Struthiopteris mexiae (Copel.) Ching[21]

- (Bromeliaceae) Tillandsia mexiae L.B.Sm.[22]

- (Caesalpiniaceae) Chamaecrista mexiae Britton[23]

- (Celastraceae) Peritassa mexiae A.C.Sm.[24]

- La abreviatura «Mexia» se emplea para indicar a Ynes Mexia como autoridad en la descripción y clasificación científica de los vegetales.[25]